# 班维尔勒加亚尔
班维尔勒加亚尔（法語：Boinville-le-Gaillard，法語發音：[bwɛ̃vil lə ɡajaʁ]）是法国伊夫林省的一个市镇，属于朗布依埃区。

## 地理
班维尔勒加亚尔（48°29'35"N, 1°52'18"E）面积12.52 平方千米，位于法国法蘭西島大區伊夫林省，该省份为法国北部内陆省份，北起瓦兹河谷省，西接厄尔省，西南接厄尔-卢瓦省，东南接埃松省，东临上塞纳省。
与班维尔勒加亚尔接壤的市镇（或旧市镇、城区）包括：阿布利、阿兰维尔、奥松维尔、帕赖杜阿维尔、聖馬丹-德布雷唐庫爾。

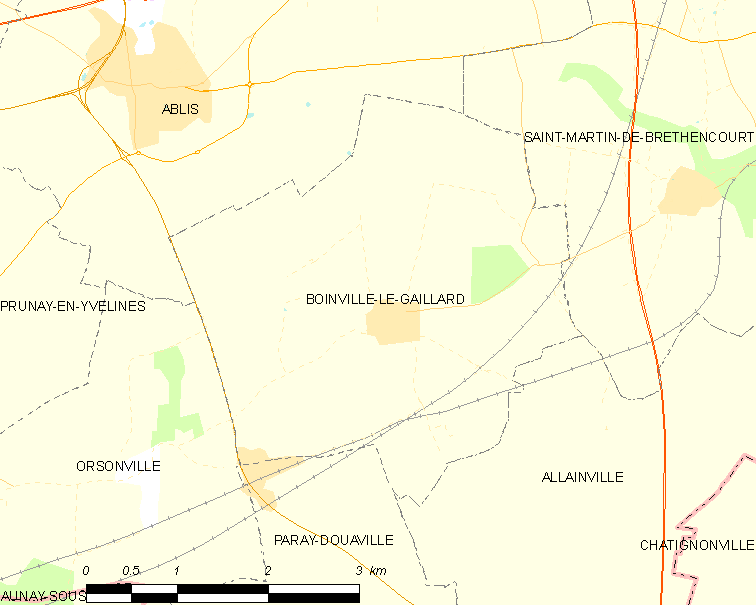
班维尔勒加亚尔的OSM定位图

班维尔勒加亚尔的时区为UTC+01:00、UTC+02:00（夏令时）。

## 行政
班维尔勒加亚尔的邮政编码为78660，INSEE市镇编码为78071。

## 政治
班维尔勒加亚尔所属的省级选区为朗布依埃县。

## 人口

1962-2008年间班维尔勒加亚尔人口变化图示

班维尔勒加亚尔于2022年1月1日时的人口数量为601人。